# I Wanna Be a Hippy
"I Wanna Be a Hippy" is een nummer van de Britse groep Technohead. Het verscheen op hun enige album Headsex uit 1995. Op 16 juni van dat jaar werd het uitgebracht als de debuutsingle van de groep.

## Achtergrond
"I Wanna Be a Hippy" is geschreven door groepsleden Lee Newman en Michael Wells en geproduceerd door GTO, een naam waaronder het duo ook muziek uitbracht. Het nummer bevat een sample uit het lied "I Like Marijuana" van David Peel, dat in 1989 in de film Rude Awakening voorkwam.
"I Wanna Be a Hippy" kent meerdere remixen, waarvan de versie van het Nederlands-Amerikaanse producersduo Flamman & Abraxas de bekendste werd. In een interview met AT5 uit 2018 vertelden Flamman & Abraxas dat hun remix van het lied een grap was en dat het niet de bedoeling was dat deze op de radio te horen zou zijn. Zij vertelden dat de originele versie populair was in hun Amsterdamse club Amnesia en dat het regelmatig vijf keer per avond werd aangevraagd, waarop zij contact met Technohead opnamen.
Flamman & Abraxas ontving geen royalty's voor hun remix van "I Wanna Be a Hippy" als onderdeel van een uitwisseling die zij met Technohead deden: waar zij dit lied mixten, deed Technohead dit met een van hun nummers, terwijl beide artiesten de rechten voor hun eigen nummer behielden. DJ Dano had een gelijkwaardige deal met Technohead.
"I Wanna Be a Hippy" werd een succes in Europa. Het werd een nummer 1-hit in onder meer Duitsland en Oostenrijk en kwam in Ierland en Zwitserland in de top 10 terecht. In Nederland kwam het eveneens op de eerste plaats in zowel de Top 40 als de Mega Top 50, terwijl in Vlaanderen de eerste plaats in de Ultratop 50 werd gehaald. In de Britse UK Singles Chart kwam het in eerste instantie niet verder dan plaats 77, maar na een heruitgave en twee optredens bij Top of the Pops - waarin de verwijzingen naar drugs werden gecensureerd - kwam het begin 1996 tot de zesde positie. Later dat jaar bereikte een parodie door De Smurfen met de titel "I've Got a Little Puppy" de vierde plaats in het Verenigd Koninkrijk en de negentiende plaats in Ierland.
De videoclip van "I Wanna Be a Hippy" werd opgenomen in het Amsterdamse Vondelpark en is geregisseerd door Matthijs van Heijningen jr. In de clip rennen drie gabbers achter een hippie aan. Deze gabbers, die Flamman & Abraxas kenden uit hun club Amnesia, zouden later deel uit gaan maken van de groep Party Animals.

## Hitnoteringen

### Nederlandse Top 40
| Hitnotering: 17-06-1995 t/m 09-09-1995 | Hitnotering: 17-06-1995 t/m 09-09-1995 | Hitnotering: 17-06-1995 t/m 09-09-1995 | Hitnotering: 17-06-1995 t/m 09-09-1995 | Hitnotering: 17-06-1995 t/m 09-09-1995 | Hitnotering: 17-06-1995 t/m 09-09-1995 | Hitnotering: 17-06-1995 t/m 09-09-1995 | Hitnotering: 17-06-1995 t/m 09-09-1995 | Hitnotering: 17-06-1995 t/m 09-09-1995 | Hitnotering: 17-06-1995 t/m 09-09-1995 | Hitnotering: 17-06-1995 t/m 09-09-1995 | Hitnotering: 17-06-1995 t/m 09-09-1995 | Hitnotering: 17-06-1995 t/m 09-09-1995 | Hitnotering: 17-06-1995 t/m 09-09-1995 | Hitnotering: 17-06-1995 t/m 09-09-1995 |
| Week                                   | 1                                      | 2                                      | 3                                      | 4                                      | 5                                      | 6                                      | 7                                      | 8                                      | 9                                      | 10                                     | 11                                     | 12                                     | 13                                     |                                        |
| -------------------------------------- | -------------------------------------- | -------------------------------------- | -------------------------------------- | -------------------------------------- | -------------------------------------- | -------------------------------------- | -------------------------------------- | -------------------------------------- | -------------------------------------- | -------------------------------------- | -------------------------------------- | -------------------------------------- | -------------------------------------- | -------------------------------------- |
| Positie                                | 33                                     | 23                                     | 8                                      | 2                                      | 1                                      | 1                                      | 1                                      | 4                                      | 6                                      | 6                                      | 11                                     | 17                                     | 28                                     | uit                                    |

### Mega Top 50
| Hitnotering: 24-06-1995 t/m 16-09-1995 | Hitnotering: 24-06-1995 t/m 16-09-1995 | Hitnotering: 24-06-1995 t/m 16-09-1995 | Hitnotering: 24-06-1995 t/m 16-09-1995 | Hitnotering: 24-06-1995 t/m 16-09-1995 | Hitnotering: 24-06-1995 t/m 16-09-1995 | Hitnotering: 24-06-1995 t/m 16-09-1995 | Hitnotering: 24-06-1995 t/m 16-09-1995 | Hitnotering: 24-06-1995 t/m 16-09-1995 | Hitnotering: 24-06-1995 t/m 16-09-1995 | Hitnotering: 24-06-1995 t/m 16-09-1995 | Hitnotering: 24-06-1995 t/m 16-09-1995 | Hitnotering: 24-06-1995 t/m 16-09-1995 | Hitnotering: 24-06-1995 t/m 16-09-1995 | Hitnotering: 24-06-1995 t/m 16-09-1995 |
| Week                                   | 1                                      | 2                                      | 3                                      | 4                                      | 5                                      | 6                                      | 7                                      | 8                                      | 9                                      | 10                                     | 11                                     | 12                                     | 13                                     |                                        |
| -------------------------------------- | -------------------------------------- | -------------------------------------- | -------------------------------------- | -------------------------------------- | -------------------------------------- | -------------------------------------- | -------------------------------------- | -------------------------------------- | -------------------------------------- | -------------------------------------- | -------------------------------------- | -------------------------------------- | -------------------------------------- | -------------------------------------- |
| Positie                                | 24                                     | 3                                      | 1                                      | 1                                      | 1                                      | 1                                      | 2                                      | 4                                      | 9                                      | 16                                     | 25                                     | 36                                     | 48                                     | uit                                    |